# Morrumbene
Morrumbene é uma vila moçambicana, sede do distrito do mesmo nome (província de Inhambane). A povoação, que alcançou o estatuto de vila em 21 de maio de 1966, encontra-se situada a cerca de 27 km a norte de Maxixe.
De acordo com o Censo de 2007 a vila tinha 10,789 habitantes.

## Etimologia
O termo Morrumbene deriva do nome de uma árvore Ruba-Nyone, que foi posteriormente alargado a uma área e finalmente adaptado pelos portugueses. A sede da administração funcionou em vários locais (incluindo Mocodoene, actualmente um posto administrativo do distrito) até se fixar num local então conhecido como Guifutela .

## Economia
Morrumbene situa-se uma zona costeira cuja actividade principal são a pesca e a navegação, tendo marinheiros que transportam pessoas para regiões de Mongue, Miludsi, Inhambane, Beula, entre outros locais.[carece de fontes?]

## Infraestrutura
A vila é atravessada pela Estrada Nacional nº 1, rodovia que a liga à cidade de Maxixe, ao sul, e à vila de Massinga, a norte.